# 貝倫貝格山
48°9′38.7″N 16°12′0.2″E / 48.160750°N 16.200056°E

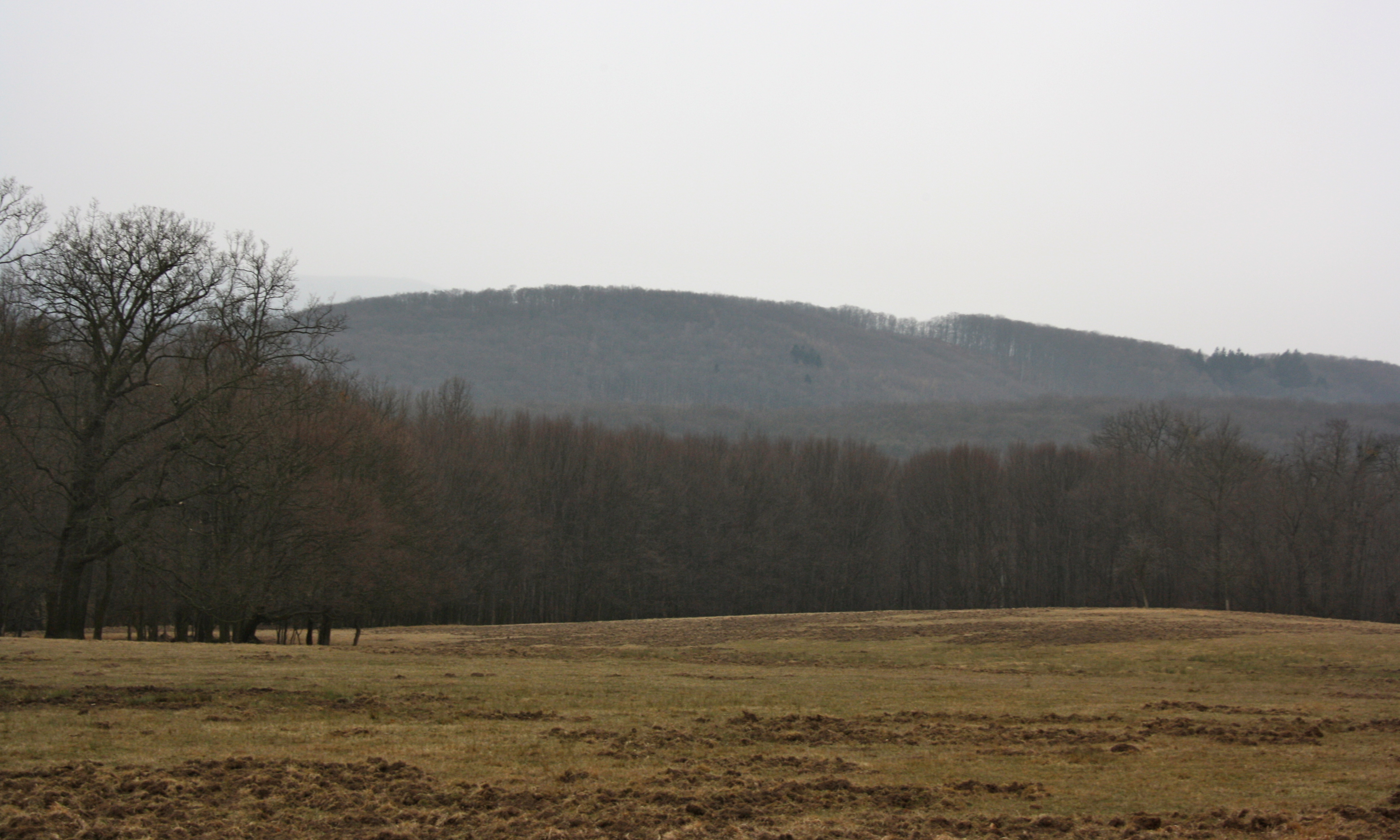

貝倫貝格山（德語：Bärenberg），是奧地利的山峰，位於該國東北部，由維也納負責管轄，屬於維也納林山的一部分，海拔高度434米，每年平均降雨量904毫米。